# Văn hóa đại chúng Nhật Bản
Văn hóa đại chúng Nhật Bản bao gồm các lĩnh vực: điện ảnh, ẩm thực, truyền hình (gồm cả các chương trình tạp kỹ và phim truyền hình), anime (phim hoạt hình), manga (truyện tranh) và âm nhạc, tất cả đều lưu giữ lại những nét truyền thống văn chương - nghệ thuật xưa cũ, và nhiều đề tài cũng như phong cách trình diễn có thể truy nguyên về những hình thức nghệ thuật cổ truyền. Các hình thái văn hóa đại chúng đương đại, phần nhiều giống với các hình thức truyền thống, đó không chỉ là giải trí mà còn là những phương diện dùng để phân biệt đất nước Nhật Bản đương thời với phần còn lại của thế giới hiện đại. Có một nền công nghiệp âm nhạc, phim ảnh lớn mạnh, có các sản phẩm thuộc nền công nghiệp truyện tranh khổng lồ cũng như các hình thức giải trí khác. Các trung tâm chơi game, sân chơi bowling, phòng hát karaoke là những địa điểm thường xuyên lui tới của giới thanh thiếu niên, còn những người già có thể chơi cờ shōgi hoặc cờ vây tại các phòng chuyên dụng.
Sau khi kết thúc thời kỳ chiếm đóng Nhật Bản của quân đội Mỹ vào năm 1952, nền văn hóa đại chúng Nhật đã bị các phương tiện truyền thông Mỹ ảnh hưởng sâu sắc. Tuy nhiên, thay vì bị chi phối bởi các sản phẩm của Mỹ thì Nhật Bản đã hạn chế những ảnh hưởng này bằng cách thích ứng và tiếp thu các ảnh hưởng của nước ngoài rồi biến nó thành những ngành công nghiệp truyền thông mang tính bản địa. Ngày nay, văn hóa đại chúng Nhật Bản giữ vững vị trí là một trong những nền văn hóa đại chúng dẫn đầu và nổi tiếng nhất trên phạm vi toàn thế giới.

## Kawaii (Dễ thương)

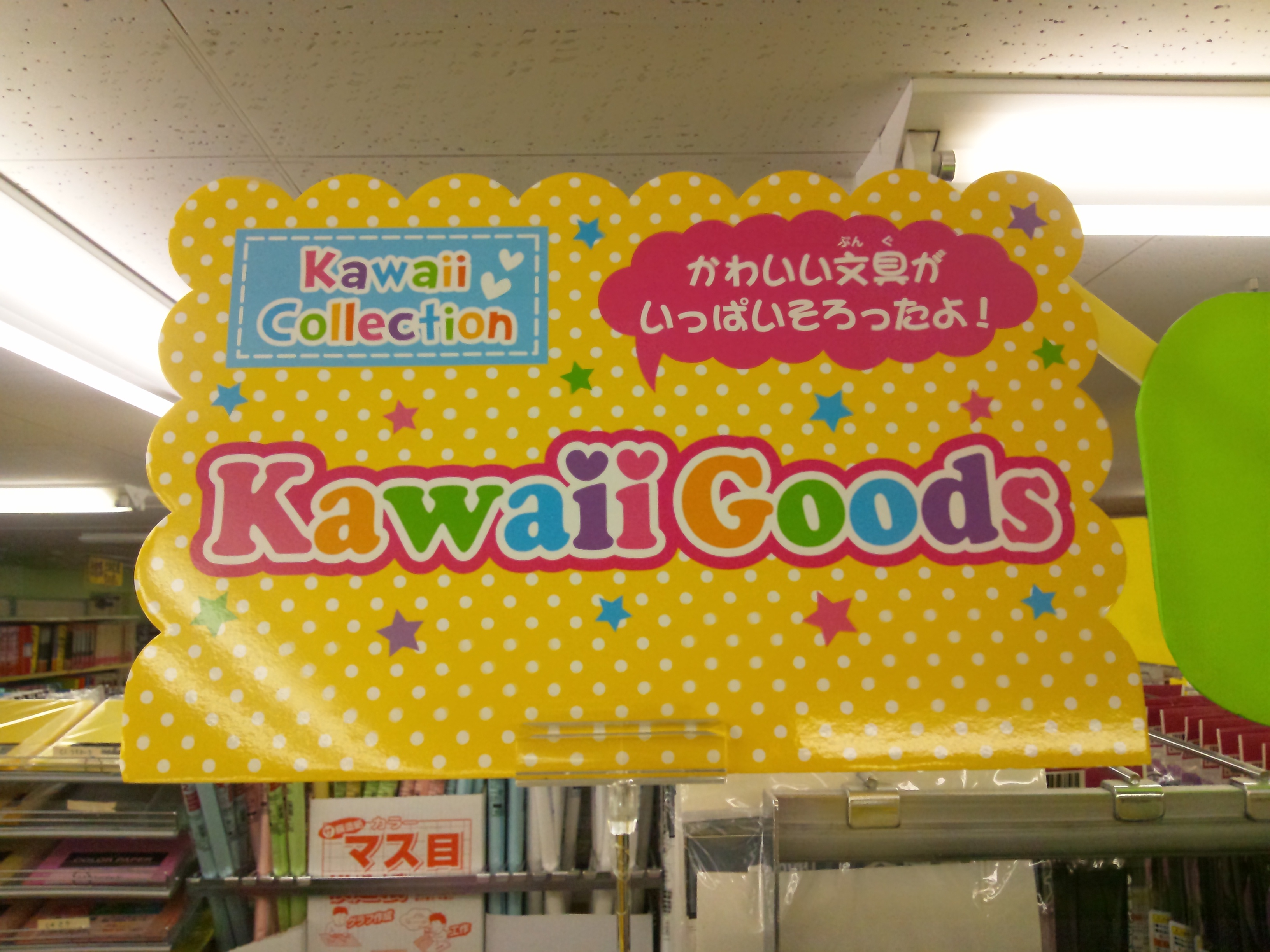
Bảng hiệu được dùng để bán các mặt hàng kawaii tại một cửa hàng ở Nhật Bản

### Các linh vật
Kawaii ở Nhật Bản là một xu hướng đang lên với nhiều thị trường của Nhật; thứ văn hóa này được sử dụng ở trường học lẫn các doanh nghiệp lớn. Việc dùng những dáng hình trẻ con dễ thương đại diện cho một nhóm nào đó có tính đến những có tiềm năng

## Truyền hình

### Các bộ phim nổi tiếng hiện nay
- Hanazakari no Kimitachi e
- Hana Yori Dango